# Средња школа за економију, право и администрацију Београд
Средња школа за економију, право и администрацију једна је од приватних средњих школа у Београду. Налази се у улици Студентски трг 5, у згради Коларчеве задужбине.

## О школи
Основана је 12. фебруара 2007. у Београду. Решењима Министарства просвете и спорта Републике Србије, број 022-05-00251/2006-03, садржи образовне профиле: Економски техничар, Правни техничар, Туристички техничар, Финансијски техничар, Царински техничар, Пословни администратор, Гимназија општег типа и ИТ гимназија – Одељење гимназије за ученике са посебним способностима за рачунарство и информатику. Од 2016. године организују конференцију „Информационо-комуникационе технологије у образовању”. Поред редовне наставе омогућавају и ванредно школовање. Од секција садрже новинарско-литерарну, реторичку, математичку, информатичку, историјску, предузетничку секцију и ученички парламент. Обележавају Дан школе, Дане европске баштине, Дан матураната, Савиндан, Спортски дан, Светски дан вода, Светски дан менталног здравља, Светски дан детета, Светски дан борбе против сиде, Светски дан штедње, Међународни дан туризма, Недељу дигиталних вештина, Недељу свести о мозгу и Европску недељу кодирања и реализовали су пројекте „Пандегогија” и „Није сваки дан Пи-дан”.

## Галерија
- Улаз у школу
- Биста у холу школе, у згради Коларчеве задужбине.
- Улаз у школу